# بيندكت دوس سانتوس
بيندكت دوس سانتوس (بالألمانية: Benedict Dos Santos)‏ (2 مايو 1998 في ألمانيا - ) هو لاعب كرة قدم ألماني في مركز الوسط. لعب مع نادي شتوتغارت.

## وصلات خارجية
- بيندكت دوس سانتوس على موقع قاعدة بيانات كرة القدم.إي يو (الإنجليزية)
- بيندكت دوس سانتوس على موقع عالم كرة القدم.نت (الإنجليزية)